# ورم جريبي ليفي
الورم الجريبي الليفي (بالإنجليزية: Fibrofolliculoma)‏ هي حطاطات جلدية مصفرة أو ملونة ذات قمة منحنية يبلغ قطرها بين 2 إلى 4 ملم، وتظهر على الرأس والرقبة وأعلى الجذع، وتعد صفة مميزة لمتلازمة بيرت-هوغ-دوبي.:674